# Tony Prince
Tony Prince (n. 9 mai 1944) este un disc jockey britanic care a prezentat la Radio Caroline și Radio Luxembourg în anii 1960 și 1970.
S-a năcut la Oldham, Lancashire, Anglia.